# Ademir Roque Kaefer
Ademir Roque Kaefer, född den 6 januari 1960 i Toledo, Brasilien, är en brasiliansk fotbollsspelare som tog OS-silver i fotbollsturneringen vid de olympiska sommarspelen 1988 i Seoul.